# Walckenaeria puella
Walckenaeria puella là một loài nhện trong họ Linyphiidae. Loài này được tìm thấy ở Hoa Kỳ.